# Phaenocarpa errabunda
Phaenocarpa errabunda är en stekelart som beskrevs av Papp 1966. Phaenocarpa errabunda ingår i släktet Phaenocarpa och familjen bracksteklar. Inga underarter finns listade i Catalogue of Life.